# Hoikkasaari (ö i Kajanaland, Kehys-Kainuu, lat 65,38, long 28,94)
Hoikkasaari är en ö i Finland. Den ligger i sjön Iso-Peranka och i kommunen Suomussalmi i den ekonomiska regionen  Kehys-Kainuu  och landskapet Kajanaland, i den nordöstra delen av landet, 600 km norr om huvudstaden Helsingfors. Öns area är 0,5 hektar och dess största längd är 270 meter i öst-västlig riktning.